# Кверчино (Авелино)
Кверчино је насеље у Италији у округу Авелино, региону Кампанија.
Према процени из 2011. у насељу је живело 93 становника. Насеље се налази на надморској висини од 287 м.